# Stigmatomyces biformis
Stigmatomyces biformis är en svampart som beskrevs av T. Majewski 1990. Stigmatomyces biformis ingår i släktet Stigmatomyces och familjen Laboulbeniaceae.   Inga underarter finns listade i Catalogue of Life.